# Гилёвский сельсовет (Новосибирская область)
Гилёвский сельсовет — сельское поселение в Искитимском районе Новосибирской области Российской Федерации.
Административный центр — село Новолокти.

## История
Статус и границы сельского поселения установлены Законом Новосибирской области от 2 июня 2004 года № 200-ОЗ «О статусе и границах муниципальных образований Новосибирской области»

## Население
| 2002 | 2010  | 2012 | 2013  | 2014  | 2015 | 2016 |
| ---- | ----- | ---- | ----- | ----- | ---- | ---- |
| 1330 | ↘1017 | ↘999 | ↗1011 | ↘1005 | ↘971 | ↘936 |
| 2017 | 2018  | 2019 | 2020  | 2021  |      |      |
| ↘908 | ↘896  | ↘856 | ↘822  | ↘807  |      |      |

## Состав сельского поселения
| № | Населённый пункт | Тип населённого пункта       | Население |
| - | ---------------- | ---------------------------- | --------- |
| 1 | Гилево           | деревня                      | ↘108      |
| 2 | Михайловка       | посёлок                      | ↘130      |
| 3 | Новолокти        | село, административный центр | ↘633      |
| 4 | Целинный         | посёлок                      | ↘146      |

### Упразднённые населённые пункты
- Весёлый —  упразднённый в 1977 году посёлок.
- Новопетровка  —  упразднённый в 1979 году посёлок.